# Melecosa alpina
Melecosa alpina (Marusik, Azarkina & Koponen, 2004) è un ragno appartenente alla famiglia Lycosidae.
È l'unica specie nota del genere Melecosa.

## Distribuzione
L'unica specie oggi nota di questo genere è stata rinvenuta in Kazakistan, Kirghizistan e Cina.

## Tassonomia
Le caratteristiche di questo genere sono state descritte dall'analisi degli esemplari tipo maschili Sibirocosa alpina (Marusik, Azarkina & Koponen, 2004).
Dal 2015 non sono stati esaminati altri esemplari, né sono state descritte sottospecie al 2017.